# Paulo Fonseca
Paulo Alexandre Rodrigues Fonseca (sinh ngày 5 tháng 3 năm 1973) là một huấn luyện viên bóng đá và cựu cầu thủ bóng đá chuyên nghiệp người Bồ Đào Nha. Ông đã từng chơi ở vị trí trung vệ trong tổng cộng 111 trận và ghi 3 bàn thắng trong 7 mùa giải tại Primeira Liga cho các câu lạc bộ Leça, Belenenses, Marítimo, Vitória de Guimarães và Estrela da Amadora.
Fonseca trở thành huấn luyện viên vào năm 2005 và ông được chú ý khi giành chức vô địch Taça de Portugal 2015–16 với Braga cũng như ba lần vô địch Giải bóng đá Ngoại hạng Ukraina với Shakhtar Donetsk. Trong suốt nhiệm kỳ của ông tại Paços de Ferreira, ông đã giúp câu lạc bộ giành quyền tham dự UEFA Champions League khi giành vị trí thứ ba, kết quả tốt nhất từ trước đến nay của câu lạc bộ tại Primeira Liga 2012–13. Sau một vài mùa giải cầm quyền Roma tại Serie A, ông gia nhập Lille vào tháng 6 năm 2022. Sau khi nhiệm kỳ của ông tại Lille kết thúc vào tháng 6 năm 2024, ông trở lại Ý để cầm quyền AC Milan, nơi ông bị sa thải vào tháng 12 năm 2024.

## Phong cách huấn luyện
Tại Shakhtar, Roma và Lille, Fonseca ưa thích đội hình 4–2–3–1 và nhấn mạnh kiểm soát bóng. Tại những đội bóng này, cầu thủ chơi sau tiền đạo trung tâm chơi như một tiền đạo thứ hai. Một ví dụ điển hình là Henrikh Mkhitaryan, người đã ghi được 13 bàn thắng cho Roma trong mùa giải 2020–21 từ vị trí đó.
Trong một cuộc phỏng vấn với hãng truyền thông Pháp RMC về trận ra mắt Lille của mình, Fonseca mô tả phong cách huấn luyện của ông là "một lối chơi tấn công để vượt qua đối thủ, ổn định phần sân đối phương và tạo ra nhiều cơ hội ghi bàn".

## Đời tư
Fonseca có một con trai và một con gái với người vợ đầu tiên. Vào ngày 29 tháng 5 năm 2018, ông kết hôn với nhân vật truyền hình và nhà sản xuất người Ukraina Katerina Ostroushko (sinh năm 1991) tại Hồ Como, Ý. Con trai chung của họ chào đời cùng năm. Sau cuộc xâm lược của Nga năm 2022, gia đình đã trốn khỏi Kyiv qua chuyến đi 30 giờ đến România.

## Thống kê sự nghiệp huấn luyện viên
Tính đến 29 tháng 12 năm 2024
| Đội               | Từ                  | Đến                  | Thống kê | Thống kê | Thống kê | Thống kê | Thống kê | Thống kê | Thống kê | Thống kê |
| Đội               | Từ                  | Đến                  | Trận     | T        | H        | B        | BT       | BB       | HSBT     | % thắng  |
| ----------------- | ------------------- | -------------------- | -------- | -------- | -------- | -------- | -------- | -------- | -------- | -------- |
| 1º Dezembro       | 1 tháng 7 năm 2007  | 30 tháng 6 năm 2008  | 34       | 13       | 11       | 10       | 39       | 32       | +7       | 038,24   |
| Odivelas          | 30 tháng 6 năm 2008 | 1 tháng 7 năm 2009   | 35       | 11       | 10       | 14       | 44       | 46       | −2       | 031,43   |
| Pinhalnovense     | 1 tháng 7 năm 2009  | 7 tháng 6 năm 2011   | 72       | 33       | 21       | 18       | 98       | 68       | +30      | 045,83   |
| Aves              | 7 tháng 6 năm 2011  | 30 tháng 5 năm 2012  | 38       | 16       | 16       | 6        | 49       | 29       | +20      | 042,11   |
| Paços de Ferreira | 30 tháng 5 năm 2012 | 9 tháng 6 năm 2013   | 41       | 22       | 13       | 6        | 62       | 38       | +24      | 053,66   |
| Porto             | 10 tháng 6 năm 2013 | 5 tháng 3 năm 2014   | 37       | 21       | 9        | 7        | 69       | 31       | +38      | 056,76   |
| Paços de Ferreira | 10 tháng 6 năm 2014 | 1 tháng 7 năm 2015   | 39       | 14       | 12       | 13       | 58       | 53       | +5       | 035,90   |
| Braga             | 1 tháng 7 năm 2015  | 31 tháng 5 năm 2016  | 57       | 29       | 15       | 13       | 90       | 58       | +32      | 050,88   |
| Shakhtar Donetsk  | 31 tháng 5 năm 2016 | 11 tháng 6 năm 2019  | 139      | 103      | 19       | 17       | 295      | 112      | +183     | 074,10   |
| Roma              | 11 tháng 6 năm 2019 | 30 tháng 6 năm 2021  | 102      | 53       | 21       | 28       | 193      | 141      | +52      | 051,96   |
| Lille             | 29 tháng 6 năm 2022 | 5 tháng 6 năm 2024   | 90       | 47       | 25       | 18       | 159      | 90       | +69      | 052,22   |
| Milan             | 1 tháng 7 năm 2024  | 29 tháng 12 năm 2024 | 24       | 12       | 6        | 6        | 44       | 27       | +17      | 050,00   |
| Tổng cộng         | Tổng cộng           | Tổng cộng            | 708      | 374      | 178      | 156      | 1.198    | 725      | +473     | 052,82   |

## Danh hiệu

### Huấn luyện viên
Porto
- Supertaça Cândido de Oliveira: 2013

Braga
- Taça de Portugal: 2015–16

Shakhtar Donetsk
- Giải bóng đá Ngoại hạng Ukraina: 2016–17, 2017–18, 2018–19
- Cúp bóng đá Ukraina: 2016–17, 2017–18, 2018–19
- Siêu cúp bóng đá Ukraina: 2017

### Cá nhân
- Huấn luyện viên xuất sắc nhất Giải bóng đá Ngoại hạng Ukraina: 2016–17